# Miralem Pjanić
Miralem Pjanić (Tuzla, 2. travnja 1990.) bosanskohercegovački je nogometaš i reprezentativac. Trenutačno igra za CSKA Moskvu.

## Karijera
Nogomet igra od svoje 16. godine života. Počeo je u francuskom Metzu. Poslije je otišao u Lyon, zatim u Romu. Potom je prešao u najtrofejniji talijanski klub Juventus.

## Reprezentativna karijera
Igrao je u mladim kategorijama reprezentacije Luksemburga, prije nego što je zaigrao za reprezentaciju BIH.

### Pogodci za reprezentaciju
| #   | Datum               | Mjesto                                                        | Protivnik  | Pogodak | Rezultat | Natjecanje                  |
| --- | ------------------- | ------------------------------------------------------------- | ---------- | ------- | -------- | --------------------------- |
| 1.  | 3. ožujka 2010.     | Stadion „Asim Ferhatović Hase”, Sarajevo, Bosna i Hercegovina | Gana       | 2:1     | 2:1      | prijateljska utakmica       |
| 2.  | 3. rujna 2010.      | Stade Josy Barthel, Luxembourg, Luksemburg                    | Luksemburg | 2:0     | 3:0      | kvalifikacije za EURO 2012. |
| 3.  | 17. studenog 2010.  | Pasienky, Bratislava, Slovačka                                | Slovačka   | 2:1     | 3:2      | prijateljska utakmica       |
| 4.  | 7. listopada 2011.  | Bilino polje, Zenica, Bosna i Hercegovina                     | Luksemburg | 4:0     | 5:0      | kvalifikacije za EURO 2012. |
| 5.  | 11. rujna 2012.     | Bilino polje, Zenica, Bosna i Hercegovina                     | Latvija    | 2:1     | 4:1      | kvalifikacije za SP 2014.   |
| 6.  | 16. listopada 2012. | Bilino polje, Zenica, Bosna i Hercegovina                     | Litva      | 3:0     | 3:0      | kvalifikacije za SP 2014.   |
| 7.  | 6. veljače 2013.    | Stadion Stožice, Ljubljana, Slovenija                         | Slovenija  | 2:0     | 3:0      | prijateljska utakmica       |
| 8.  | 7. lipnja 2013.     | Stadion Skonta, Riga, Latvija                                 | Latvija    | 4:0     | 5:0      | kvalifikacije za SP 2014.   |
| 9.  | 15. lipnja 2014.    | Arena Fonte Nova, Salvador, Brazil                            | Iran       | 2:0     | 3:1      | SP 2014.                    |
| 10. | 25. ožujka 2016.    | Stade Josy Barthel, Luxembourg, Luksemburg                    | Luksemburg | 3:0     | 3:0      | prijateljska utakmica       |
| 11. | 29. ožujka 2016.    | Letzigrund, Zürich, Švicarska                                 | Švicarska  | 2:0     | 2:0      | prijateljska utakmica       |
| 12. | 13. studenog 2016.  | Stadion Karaiskakis, Pirej, Grčka                             | Grčka      | 1:0     | 1:1      | kvalifikacije za SP 2018.   |
| 13. | 26. ožujka 2019.    | Bilino polje, Zenica, Bosna i Hercegovina                     | Grčka      | 2:0     | 2:2      | kvalifikacije za EURO 2020. |
| 14. | 12. listopada 2019. | Bilino polje, Zenica, Bosna i Hercegovina                     | Finska     | 2:0     | 4:1      | kvalifikacije za EURO 2020. |
| 15. | 12. listopada 2019. | Bilino polje, Zenica, Bosna i Hercegovina                     | Finska     | 3:0     | 4:1      | kvalifikacije za EURO 2020. |
| 16. | 24. ožujka 2021.    | Grbavica, Sarajevo, Bosna i Hercegovina                       | Finska     | 1:0     | 2:2      | kvalifikacije za SP 2022.   |
| 17. | 7. rujna 2021.      | Bilino polje, Zenica, Bosna i Hercegovina                     | Kazahstan  | 1:1     | 2:2      | kvalifikacije za SP 2022.   |
| 18. | 14. lipnja 2022.    | Bilino polje, Zenica, Bosna i Hercegovina                     | Finska     | 1:0     | 3:2      | UEFA Liga nacija 2022./23.  |

## Vanjske poveznice
- Profil, Soccerway
- Profil, Transfermarkt